# Гаумеа (карликова планета)
Гаумеа або Хаумеа (136108 Haumea, гав. Haumea, англ. вимова: [haʊˈmeɪ.ə], Гаум́ея; символ: ) — карликова планета, плутоїд, транснептуновий об'єкт. Згідно з даними астрономів із обсерваторії Паломарської обсерваторії (Каліфорнія), має діаметр від 50 % до 75 % діаметра Плутона, дуже витягнуту форму й період обертання навколо своєї осі близько 4 годин. Має 2 супутники з періодами обертання 34 і 49 діб. Названа на честь гавайської богині плодючості та дітородження Гаумеа. Супутники Гаумеа отримали назви Хіїака (Hi'iaka) та Намака (Namaka). В гавайській міфології це доньки Гаумеї. Гаумеа має вузьку систему кілець.

## Історія відкриття

### Відкриття
Гаумеа була відкрита незалежно американською та іспанською групами астрономів.
Американська група складалася з Майкла Брауна (Каліфорнійський технологічний інститут), Девіда Рабіновіца (Єльський університет) і Чедвіка Трухільйо (Обсерваторія Джеміні). Вони виявили Гаумеа 28 грудня 2004 на знімку, зробленому 6 травня 2004 122-сантиметровим телескопом імені Самуеля Ошина, який розташований у Паломарській обсерваторії. Замість того, щоб відразу опублікувати своє відкриття, Браун вирішив спершу детально вивчити природу об'єкта. До 7 липня 2005 року він підготував документи для оголошення про відкриття, але через народження доньки відклав його до з'їзду Американського Астрономічного союзу, що мав відбутися у вересні 2005 року, опублікувавши 20 липня 2005 року лише короткий огляд доповіді.
До іспанської групи входили Хосе Луїс Ортіс (Астрофізичний інститут Андалузії) і його студент Пабло Сантос-Санз. Вони виявили Гаумеа 25 липня 2005 року на знімку, зробленому Франциско Асейтуно 7 березня 2003 року за допомогою 36-сантиметрового телескопа в обсерваторії Сьєрра-Невада. 28 липня відкриття підтвердили в обсерваторії Мальорки, виявивши об'єкт за допомогою 30-сантиметрового телескопа.
Іспанська група офіційно оголосила про своє відкриття 29 липня 2005 року, ставши, таким чином, офіційним першовідкривачем.
Браун, дізнавшись про заяву про відкриття, негайно надіслав свої дані для публікації і надіслав електронною поштою поздоровлення Ортісу. Однак, незабаром він запідозрив Ортіса в підробці даних, оскільки за два дні до оприлюднення відкриття іспанцями, хтось із астрофізичного інституту Андалузії переглядав знімки Гаумеа, зроблені групою Брауна. 14 серпня 2005 року він вирішив подати скаргу до Міжнародного астрономічного союзу. Пізніше Ортіс підтвердив, що переглядав матеріали Брауна, але лише для перевірки свого відкриття.

### Назва
Під час реєстрації відкриття об'єкту було присвоєно тимчасове позначення «2003 EL61», відповідно до дати знімка, на якому об'єкт було відкрито іспанською групою.
До реєстрації відкриття іспанською групою американські астрономи вживали для об'єкта технічний код K40506A, але між собою дали йому назву «Санта-Клаус», оскільки відкрито його було відразу після Різдва 2004 року.
7 вересня 2006 року одночасно з Плутоном і Еридою об'єкт було включено до каталогу малих планет під постійним номером «136108».
Іспанці пропонували дати планеті назву Атаеціна на честь іберійської богині весни, яку вважають аналогом римської Прозерпіни. Однак цей варіант не був прийнятий, оскільки імена підземних богів «зарезервовано» для об'єктів, які, подібно до Плутона, гравітаційно взаємодіють із Нептуном. Відповідно до правил МАС, класичним об'єктам пояса Койпера надають назви, пов'язані з творінням. Девід Рабіновіц запропонував назвати його на честь Гаумеа — гавайської богині родючості та дітонародження.
17 вересня 2008, одночасно з наданням назви Гаумеа було включено до новоствореного класу карликових планет. Таким чином вона стала п'ятою за ліком карликовою планетою і четвертим плутоїдом (разом із Плутоном, Еридою й Макемаке).

## Орбіта

Орбіти Гаумеа (жовта), Плутона (червона) та екліптика (сіра). Перигелій (q) та афелій (Q) відмічені датами проходження. Положення планет на травень 2009 року відмічене сферами, що ілюструють відносний розмір і різницю в альбедо і кольорі

Орбіта Гаумеа відстежена за архівними знімками аж до 1955 року. Вона нахилена до площини екліптики під кутом 28,2°, помірно витягнута — її ексцентриситет дорівнює 0,1975. Велика піввісь орбіти становить 42,98 а. о. (6,43 млрд км), при цьому максимальна відстань від Гаумеа до Сонця дорівнює 51,47 а. о. (7,7 млрд км), а мінімальна — 34,49 а. о. (5,16 млрд км). Отже, Гаумеа не входить всередину орбіти Нептуна.
Спочатку Гаумеа відносили до класичних об'єктів поясу Койпера (які також називаються к'юбівано), але пізніше ЦМП виключив її з цієї групи. Це пов'язано з тим, що була виявлена можливість її слабкої взаємодії з Нептуном у резонансі 12:7.
Станом на 2012 рік Гаумеа перебувала на відстані 51,54 а. о. (7,71 млрд км) від Сонця, поблизу точки афелію, яку вона пройшла в кінці 1991 — на початку 1992 року, і наразі вона наближається до Сонця.
Абсолютна зоряна величина Гаумеа становить 0,01m. Її видимий блиск 2012 року дорівнював 17,2m. Вона достатньо яскрава для того, щоб її можна було зняти через потужний любительський телескоп з апертурою 250—300 мм.
Період обертання Гаумеа навколо Сонця становить 281,8 років. Відповідно, найближче проходження перигелію відбудеться 2133 року.
За розрахунками, тривалість польоту автоматичної міжпланетної станції для дослідження Гаумеа з прольотної траєкторії становила б близько 15 років з використанням гравітаційного маневру біля Юпітера. Так, при запуску 25 вересня 2025 року політ триватиме 14,25 років, а при запуску 1 листопада 2026, 23 вересня 2037 чи 29 жовтня 2038 — 16,45 років.

## Фізичні характеристики
Перші ж фотометричні спостереження, виконані групою Брауна 2005 року з допомогою телескопа в обсерваторії Кека, виявили, що Гаумеа — незвичайна планета. Вона дуже швидко обертається — її період обертання навколо власної осі становить 3,9155±0,0002 годин.
Дуже швидке обертання Гаумеа повинно спотворювати її форму. Це опосередковано підтверджується тим, що у неї спостерігаються великі коливання яскравості— їхня амплітуда досягає (0,28±0,04)m. Хоча причиною цих коливань може бути неоднорідність поверхні (як у Плутона, у якого відхилення в яскравості досягають 35 %), для Гаумеа причиною зміни яскравості є, скоріш за все, її витягнута форма. Дослідники виконали моделювання форми об'єкта, встановивши, що найкращу відповідність дає модель у вигляді еліпсоїда Якобі з розмірами 1960×1518×996 км і альбедо 0,73. У цьому випадку розміри Гаумеа — приблизно діаметр Плутона «вздовж» і вдвічі менше — «впоперек», і Гаумеа займає третє чи четверте місце серед транснептунових об'єктів після Ериди, Плутона і, можливо, Макемаке.
2007 року були опубліковані результати вимірювання діаметра й альбедо Гаумеа, виконані з допомогою інфрачервоного космічного телескопа Спітцера. Відповідно до цих вимірювань, середній діаметр Гаумеа виявився рівним 1150+250
−100 км, а альбедо — 0,84+0,10
−0,20.
Вимірювання розмірів об'єкта, виконані 2009 року з допомогою інфрачервоної космічної обсерваторії Гершель, показали, що її середній діаметр лежить в діапазоні 1212—1491 км.
Маса Гаумеа визначена за орбітами супутників і дорівнює (4,004±0,040)× 1021 кг, що становить 24 % від маси Ериди і 32 % маси Плутона. Виходячи з розрахункової форми об'єкта, його середня густина в 2006 році оцінювалася в 2,6—3,34 г/см³. Таким чином, густина Гаумеа вища, ніж у її сусідів по поясу Койпера. В 2007, 2010 і 2014 роках густина Гаумеа була оцінена в 2,5—2,6 г/см³.
Нахил осі обертання Гаумеа до площини її орбіти невідомий, що ще сильніше ускладнює визначення форми об'єкта.
У 2005 році отримано спектр Гаумеа, який показав риси схожі на поверхню супутника Плутона Харона, а саме кристалічний водяний лід. Це дивно, тому що кристалічний лід утворюється при температурах вище 110 К, у той час як температура поверхні Гаумеа — нижче 50 К, при якій утворюється аморфний лід. Крім того, структура кристалічного льоду нестабільна під постійним дощем космічних променів і енергійних частинок від Сонця. Альбедо знаходиться в діапазоні 0.6-0.8, що відповідає кристалічному льоду.

## Хімічний склад
2005 року виконано дослідження спектра Гаумеа в діапазоні 1,0—2,4 мкм з допомогою телескопів в обсерваторіях Джеміні та Кека. В результаті було виявлено, що її поверхня, як і поверхня Харона, покрита переважно водяним льодом у вигляді зерен діаметром 25 чи 50 мкм. Але спектр об'єкта відрізняється від спектра чистого льоду — в ньому є особливості, які дослідники пояснюють наявністю на поверхні ціановодню (до 27 %) та філосилікатних порід, таких як каолініт. Також у спектрі Гаумеа виявлено незвичний для кристалічного льоду спад після 2,35 мкм, який може бути пов'язаний з наявністю в її снігу ціанистого калію, або таких вуглецевих мінералів, як асфальтит, керит чи вюрциліт.
2009 року Педро Ласерда з Королівського університету Белфасту повідомив про виявлення на поверхні Гаумеа кольорової аномалії — великої плями, що мала червоний відтінок у видимому діапазоні. Природа й походження цього об'єкта точно не встановлені. Ймовірно, це може бути область скупчення деяких мінералів чи органічних сполук. За іншою гіпотезою, «червона пляма» є слідом від зіткнення Гаумеа з іншим небесним тілом.

## Супутники

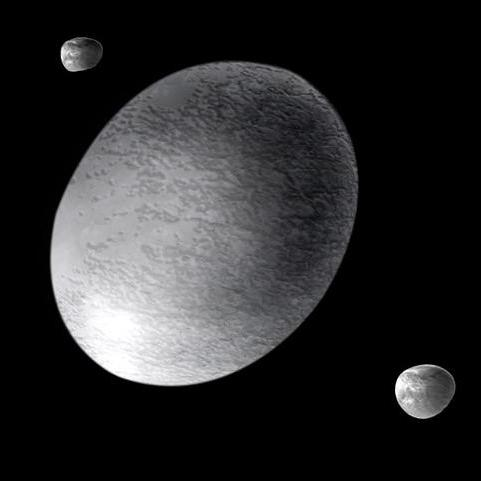
Хаумеа зі її супутниками

Після відкриття Гаумеа група Брауна почала систематичні спостереження за нею з допомогою телескопа з адаптивною оптикою в обсерваторії Кека і 26 січня 2005 року вони виявили в об'єкта супутник, якому дали назву Рудольф (англ. Rudolph) — на честь одного з оленів в упряжі Санта-Клауса. Другий супутник, що отримав назву Блітцен (англ. Blitzen) був відкритий таким самим способом 30 червня 2005 року. 17 вересня 2008 року одночасно з присвоєнням імені Гаумеа її супутники також отримали офіційні назви: Хіїака (позначення (136108) Haumea I Hiʻiaka) і Намака (позначення (136108) Haumea II Namaka) — на честь дочок Гаумеа.
Діаметр Хіїаки — близько 350 км, період обертання — 48,9 діб, радіус орбіти — 49,9 тис. км. Намака приблизно вдвічі менша від Хіїаки, обертається навколо Гаумеа по орбіті з більшою піввіссю 25,6 тис. км з періодом 18 діб.

## Кільце

Обертання Гаумеї за 3.9155-години з її відкритим кільцем

Покриття зорі, яке спостерігалося 21 січня 2017 року, дозволило виявити кільце навколо Гаумеї. Це було перше кільце, виявлене у транснептунового об'єкта. Кільце має радіус близько 2287 км, ширину ~70 км і показник прозорості 0,5. Воно існує всередині межі Роша Гаумеї, рахуючи, що межа Роша має радіус близько 4400 км, якби Гаумеа була кулястою. Але оскільки форма Гаумеї відхиляється від кулястої, то межа перебуває далі. Площина кільця нахилена на 3.2°±1.4° до екваторіальної площини Гаумеї і приблизно збігається з площиною орбіти великого супутника Гаумеї — Хіїака. Кільце близьке до орбітального резонансу 1:3 з обертанням Гаумеї і додає в загальну яскравість Гаумеї близько 5 %.
У дослідженні орбітальної динаміки частинок кільця, опублікованому в 2019 році, Отон Кабо Вінтер та його колеги показали, що резонанс 1:3 з обертанням Гаумеї є динамічно нестійким, проте в фазовому просторі є стабільна область, що відповідає розташуванню кільця Гаумеї. Це вказує на те, що частинки кільця беруть початок на кругових, періодичних орбітах, близьких до резонансу, але не всередині них.